# Маркетинговий дискурс
Маркетинговий дискурс — це мовлення, що розглядається як комплекс цілеспрямованих соціальних дій, які структурують взаємовідносини учасників маркетингових процесів та механізми їхньої свідомості. Учасниками маркетингового процесу можуть бути співробітники компанії, поширювачі (продавці) її продукції, постачальники, засоби масової інформації, органи державного регулювання комерційної діяльності, а також покупці. Основним завданням маркетингового дискурсу є максимізація ефективності комерційної діяльності шляхом побудови якісних маркетингових комунікацій.
Українськомовний маркетинговий дискурс є основою культури ділових комунікацій і дієвим чинником досягнення успішних результатів у розвитку й становленні економічного потенціалу (стабільності / значущості / впевненості / ваги) держави.
Серед класичних праць із проблематики вивчення мови та її функціонування у процесі комунікації можна виокремити дослідження Р. Барта, Ю. Габермаса, Т.А. ван Дейка, М.В. Ільїна, Г.Г. Почепцова, М. Фуко, О.І. Шейгал. За твердженнями Ю. Габермаса, дискурс є комунікативною дією. Це поняття вимагає, щоб його дійові особи були розглянуті як суб’єкти, що говорять і слухають, та пов’язані будь-якими відносинами з об’єктивним, соціальним або суб’єктивним світом, і одночасно висувають певні претензії на значущість того, про що вони говорять, думають, у чому вони переконані. Однією з реалій сучасного суспільства є менеджмент комунікацій, тобто організація ділових відносин шляхом управління мовленнєвою діяльністю суб’єктів. Оскільки українське суспільство організоване та функціонує в умовах ринкових відносин, сфера маркетингу стає всеосяжною: маркетинг політичний, маркетинг виробничої / невиробничої сфер, маркетинг соціальних комунікацій. Вивчення тексту, зануреного у сферу маркетингу, породжує необхідність виділення його в окремий підвид інституціонального дискурсу – маркетинговий дискурс. Інтерес до вивчення проблем ефективності маркетингових комунікацій зумовлений як власне лінгвістичними причинами, так і змінами в суспільстві: процесами становлення національної економіки, підприємництва та соціального розвитку.
Маркетинговий дискурс досліджено М.Є. Мозер в чотирьох вимірах: дискурсивна практика, текст, лінгвокогнітивна та комунікативна практика. Методологічні засади аналізу маркетингового дискурс в українській мові носять комплексний, міждисциплінарний характер, а предметна галузь даних теорій завжди відкрита для подальших досліджень і подальшого розширення.
Методологічною основою дослідження маркетингового дискурсу є такі постулати:
- взаємозв’язок мови і мислення;
- взаємодія суб’єктивного та об’єктивного в мові;
- співвідношення форми і змісту мовних одиниць;
- міждисциплінарний підхід до вивчення мовних явищ, зокрема залучення до мовознавчих студій здобутків таких дисциплін, як прагматика, когнітивна лінгвістика, термінологія, філософія, соціологія, психологія, економіка.

Система маркетингових комунікацій є одним із елементів комплексу маркетингу. За Т.А. ван Дейком, комунікативну стратегію можна охарактеризувати, перед усім, як «ознаку когнітивних планів».

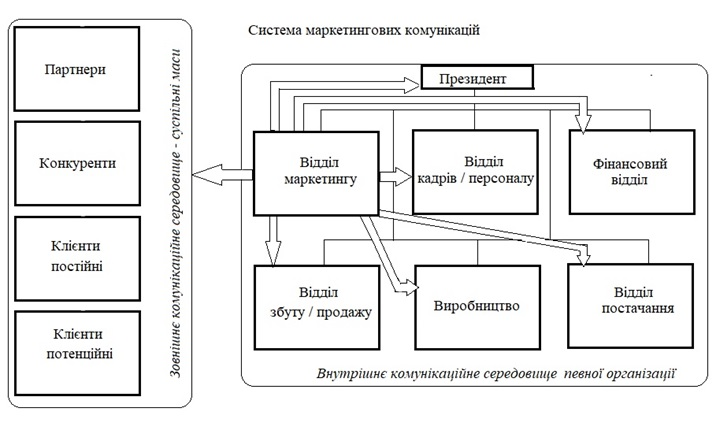
Система комунікацій у маркетинговій діяльності

Комунікативна стратегія – це сукупність мовленнєвих дій, спрямованих на вирішення комунікативного завдання мовця.
Концептосфера маркетингу – це сукупність концептів пов’язаних за принципом цілісності, взаємозв’язку, розумових картинок, схем, понять, фреймів у сфері маркетингу, що узагальнюють різноманітні ознаки зовнішнього світу.
Концепт – це лінгвоментальна категорія, що узагальнює знання і досвід людини, відображає потенційні ресурси свідомості та репрезентує концептуальну картину світу мовної особистості.
Оскільки основними маркетинговими термінами концепції комплексу маркетинг-міксу є «4P: Product, Price, Place, Promotion», розробленої маркетологом Джеромом МакКарті в 1964 році, то виокремлено й досліджено концепти ПРОДУКТ / ТОВАР / ПОСЛУГА / БРЕНД, ЦІНА / ВАРТІСТЬ, МІСЦЕ ЗБУТУ / ДИСТРИБУЦІЯ, ПРОСУВАННЯ / РЕКЛАМА.

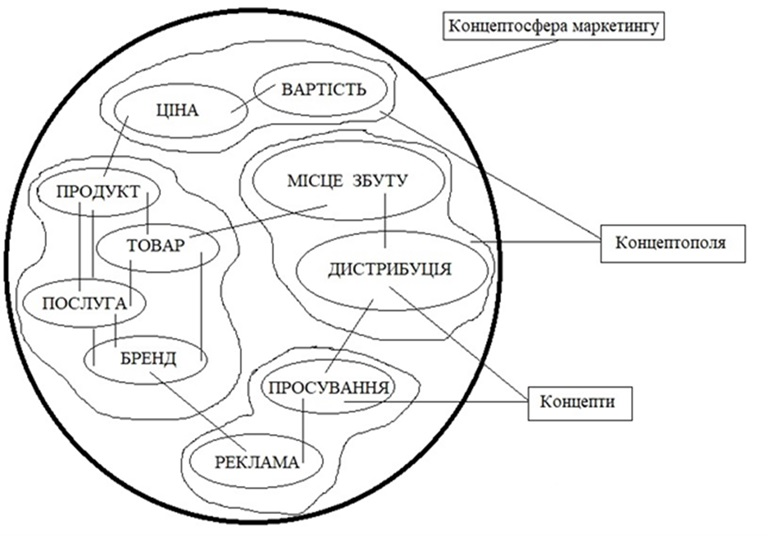
Системна організація концептосфери маркетингу

Ці концепти маркетингу в українській мові показють, що вони активізуються у свідомості маркетологів у процесі їх професійної мисленнєвої та мовної діяльності. Оперуючи концептами як одиницями знання, маркетологи в процесі професійного спілкування починають виділяти їхні конкретно-образні характеристики, концептуальні ознаки, що складають ядро концепта. Зміст концепту піддається певній стандартизації. Специфіка знання маркетолога ґрунтується саме на постійних нововведенях, змінах навколишнього світу, у зв’язку з чим форма людської свідомості є достатньо гнучкою й рухливою, що спричинює формування когнітивних структур, таких як: концепти, фрейми, схеми, сценарії, скрипти, ґештальти тощо, які перебувають у тісному взаємозв’язку між собою. Поглиблене концептуальне вивчення українськомовного маркетингового дискурсу в когнітивному плані дає змогу проаналізувати процеси, які відбуваються у структуруванні національної картини світу та проникнути в глибини народного світосприйняття та національної діяльності в підгалузі економіки.
У когнітивістиці процес концептуалізації дискурсивної діяльності розглядають через теорію фреймів. Теорія фреймової семантики є найбільш популярною серед семантичних теорій і носить міжпредметний характер, поєднуючи лінгвістичні та нелінгвістичні знання. Фреймова семантика є методом когнітивного аналізу мовних одиниць і засобом когнітивного та семантичного моделювання мови.  За М. Мінським, фрейм можна уявити у вигляді сітки, що складається із вузлів та зв’язків між ними, а кожен вузол має бути наповнений власним «завданням», яке представляє ті чи інші характерні властивості ситуації, якій воно відповідає. Загалом у фреймі можна виділити декілька рівнів, які ієрархічно пов’язані між собою. Вузли фрейму, що належать до верхніх рівнів, представляють більш загальні поняття, які завжди правдиві по відношенню до цієї ситуації. Ці вузли відповідно вже наповнені своїми завданнями. Вузол найвищого рівня фрейму зазвичай наповнений назвою ситуації (наприклад, назва зорового образу, «продукт»; назва дії «просування»). Вузли нижніх рівнів не наповнені своїми завданнями, їх називають терміналами. Вони мають бути наповнені конкретними даними, що представляють їх потенційні завдання у процесі підлаштування фрейму до конкретної ситуації із того класу ситуацій, який цей фрейм представляє. Ч. Філлмор зазначає, що фрейм є системою концептів, які взаємопов’язані таким чином, що для розуміння одного з концептів необхідно зрозуміти усю систему. Вибудувати семантичну сітку можна лише, виконавши певні процедури аналізу й опису окремої сукупності однорідних об’єктів, а саме: 1) виявити всі складники лексико-семантичного об’єднання; 2) визначити їхню семантичну будову; 3)  визначити семантичні відношення між ними.
Коли фреймова модель створюється для опису складної події або для динамічної ситуації, яка стрімко розвивається, говорять про сценарії (scripts). Сценарії можуть самі по собі представляти систему зв’язаних між собою фреймів. Таким чином, складні екстралінгвістичні ситуації МАРКЕТИНГ добре описуються за допомогою сценаріїв. У сценарію «МАРКЕТИНГ» елементами виступають фрейми: продукт, товар, послуга, бренд, ціна, вартість, місце збуту, дистрибуція, просування, реклама.
Через теорію фреймів у лінгвокогнітивістиці розглядають процес концептуалізації дискурсивної діяльності. Прописаний і структурований сценарій динамічно поданого фрейму маркетинг як розгортання в часі певних послідовних етапів, епізодів дає змогу маркетологам бачити глобальну картину своєї діяльності. Внісши в таку фреймову таблицю всі елементи, маркетологу далі зручно формувати план дій для запровадження маркетингової стратегії.
Для побудови маркетингової стратегії маркетологи перш за все повинні володіти професійною термінологією, яку можна зустріти в термінологічних словниках. Їх розробляють, верифікуючи теоретичну тезаурусну модель для аналізу корпусу текстів зі сфери маркетингу та шляхом застосування інформаційно-пошукового тезаурусу предметної галузі «маркетинг». На порталі www.mova.info у компактній та доступній формі подано тлумачення термінологічних одиниць на основі вибірки термінів із корпусних маркетингових матеріалів. Терміни, які включено до маркетингового термінологічного словника розробленого Мозер М.Є., представлені переважно іменниками або іменниковими словосполученнями, більшість із яких запозичені з англійської мови.
Дійсність, текст і комунікація взаємопов’язані з дискурсом, адже за допомогою дискурсивних практик можна вплинути на формування суспільної думки. Інтегрування дослідницьких принципів, методів і методик різних напрямків дискурсивних досліджень забезпечують пов’язані між собою міждисциплінарний характер і перспектива дискурс-аналізу. Дискурсологія, когнітивна та комунікативна лінгвістика становлять той теоретичний фундамент, який дозволяє уважно розглядати дискурс як те, що конструює знання, суб’єктів та соціальні відносини.
Маркетологи використовують властивість людського мозку для ефективного застосування складених ними дієвих текстів. Унаслідок цього вони досягають поставлених стратегічних цілей – збільшення обсягів продажу продукції.
Дуже важливо щоб людина, використовуючи слово і вибудовуючи текст, дискурс, усвідомлювала силу його впливу й ефект його результату.